# Торстейн Веблен
Торстейн Бунде Веблен (англ. Thorstein Bunde Veblen; 30 липня 1857 — 3 серпня 1929) — американський економіст, соціолог та публіцист. Основоположник інституційного напряму політичної економії. Викладав в Корнельському, Чиказькому, Стенфордському університетах, а також в університеті штату Міссурі.

## Життєпис

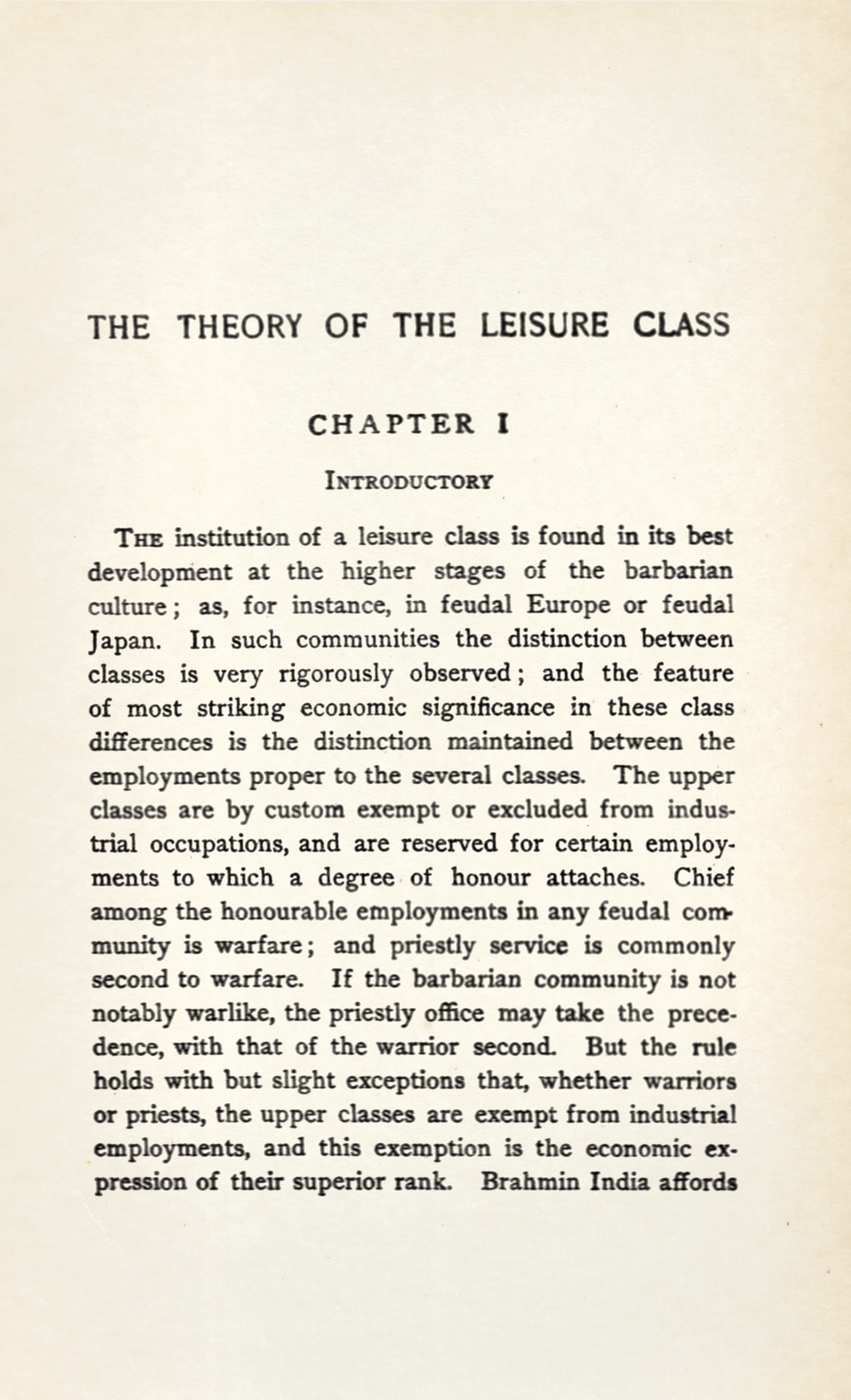
Theory of the leisure class, 1924

Веблен народився в місті Кейто, штат Вісконсин, у родині норвезьких іммігрантів. Він провів більшу частину своєї юності на сімейній фермі в місті Нерстранд, штат Міннесота, яка нині включена до списку національних історичних пам'яток США. Хоча саме норвезька була його першою мовою, він почав вивчати англійську з п'яти років. Його вчителями тоді були двоє сусідських хлопчаків. Родина Веблена була дуже заможною та успішною і тому приділяла велику увагу освіті і вихованню своїх дітей в дусі релігійних і культурних традицій Батьківщини. Проте Веблен відійшов від них, коли почав відвідувати загальну школу, а потім Карлтон-коледж в місті Нортфілд, штат Міннесота. Там він познайомився з відомим економістом Джоном Бейтсом Кларком, який справив значний вплив на формування його економічних поглядів.
Веблен написав свою дипломну роботу в університеті Джона Хопкінса під керівництвом американського філософа та логіка Чарльза Сандерса Пірса, засновника прагматичної школи у філософії. У 1884 році у Єльському університеті він захищає свою кандидатську дисертацію «Етичні основи вчення про відплату» (англ. Ethical Grounds of a Doctrine of Retribution). Тоді він був учнем філософа Ноа Портера і соціолога Вільяма Грема Самнера. Проте найбільш важливий інтелектуальний вплив на Веблена справили Чарльз Дарвін і Герберт Спенсер, роботи яких у другій половині 19-го століття викликали величезний суспільний та науковий інтерес. У 1891 році він був запрошений до Корнельського університету.

## Наукові погляди
У питаннях філософії він був ідеалістом, рішуче виступав проти матеріалізму і, зокрема, марксистського філософського матеріалізму. Як ідеаліст у філософії, Веблен дав своєрідне тлумачення предмета економічної науки. У центр дослідження він ставить ідею розвитку, динаміки і людську діяльність у всіх її проявах. Саме з цих позицій він критикує утилітаристів і особливо засновника утилітаризму Джеремі Бентама, який усі суспільні відносини розглядав з погляду їхньої корисності, можливості бути засобом для досягнення певної мети. Веблен вимагає, щоб економічна наука звільнилась від раціоналістичної психології і взяла на озброєння психологію реалістичну, таку, що є результатом спостережень за людською діяльністю. Він піддає критиці ортодоксальних економістів за те, що вони зводять економічні інтереси тільки до суто грошових і ігнорують людину, виключивши її з економічного аналізу.

### Внесок в теорію економіки
У своїй головній праці «Теорія бездіяльного класу» (1899), автор стверджує, що приватна власність не тільки відповідає потребі для існування, але також повинна бути інтерпретована як знак відмінності і соціального престижу на додаток до особистих якостей. Тому що це не тільки накопичене індивідом багатство, але й засіб суспільної демонстрації свого соціального становища, і тому це призводить до формування у людини особливого смаку та стратегій майбутньої діяльності. Таким чином естетична цінність об'єкта тісно пов'язана з його економічною вартістю.
Веблен вважав, що в ринковій економіці споживачі зазнають усіх видів громадського і психологічного тиску, що змушують їх приймати нерозумні рішення. Саме завдяки Веблену в економічну теорію ввійшло поняття демонстративного споживання, яке спричинене «ефектом Веблена», згідно з яким попит на товар зі збільшенням цін на нього теж зростає, оскільки таким чином покупці намагаються підтвердити свій високий статус і високу купівельну спроможність; і навпаки, зниження цін на товар веде до зниження рівня попиту, тому що споживач вважає, що це відбувається через погіршення якості товару.
Капіталізм Веблен визначає як «машинний процес та інвестиції заради прибутку». Головною суперечністю капіталізму він вважає суперечність між «індустрією» і «бізнесом». «Індустрія» — це безпосередній процес виробництва, що ґрунтується на машинній техніці. «Бізнес» — це певна інституційна система, що включає такі інститути, як монополія, конкуренція, кредит тощо. Суперечність між ними проявляється в тому, що «бізнес» («психологія бізнесу») перешкоджає розвиткові машинної техніки. Сфера «індустрії», за концепцією Веблена, має на меті підвищення продуктивності й ефективності виробництва на відміну від сфери «бізнесу», яка домагається високого прибутку через різні кредитні й біржові махінації та зростання фіктивного капіталу. Саме домінування «бізнесової» складової в структурі американської економіки негативно впливає на її ефективність, хоча сам Веблен ніколи відкрито про це не заявляв. Він вважав, що саме технологічні досягнення є рушійною силою культурних змін, але, на відміну від своїх сучасників, не намагався поєднати ці зміни з прогресом.
Хоча Веблен з розумінням ставився до державної власності, він був невисокої думки щодо робітничого руху, що в свою чергу викликало певні розбіжності з приводу ступеня сумісності його поглядів з марксизмом та соціалізмом. Веблен також відомий своєю критикою виробництва заради прибутку і марнотратного споживання як невід'ємних рис капіталістичної епохи.
Головними критиками Веблена були його сучасники, які наголошували на тому, що, попри те, що його ідеї були викладені та обґрунтовані дуже добре, вони все ж характеризувалися значним ступенем неточності та неясності. Вчені продовжують сперечатися, що ж саме автор мав на увазі у своїх заплутаних іронічно-сатиричних нарисах, які були насичені ним же і вигаданими прикладами.

### Внесок у соціологію
Рушійними силами, які спонукають людину до продуктивної економічної діяльності, у Веблена є:
- батьківські почуття,
- інстинкт майстерності, тобто майже напівсвідомий потяг до добре виконаної та ефективної роботи,
- допитливість.

Зрозуміло, що таке визначення рушійних сил суспільного розвитку не можна визнати вичерпним. Воно свідчить про те, що Веблен був більше економістом, ніж соціологом.
У розвитку людського суспільства Веблен виділяє кілька стадій. Вихідною стадією еволюції є дикунство, якому притаманні колективістські інститути, відсутність приватної власності, обміну. Подальша еволюція суспільства проходить через варварство до сучасної машинної системи.

### Проблематика освіти у творчості Веблена
Веблен бачив сенс освіти в тому, щоб сприяти більш легкому пристосуванню індивіда до сучасної йому економічної ситуації. Освіта, відповідно до теорії Веблена, повинна вбудовуватися в соціально-економічну структуру й виховувати особистість, здатну адаптуватися в сучасній соціальній системі. Таким чином автор розглядає знання як товар, а науку — як побічний продукт виробничого процесу, що служить показником прояву утилітарного підходу до розуміння й розвитку даної сфери. У цілому освіта стала розглядатися як соціальний інститут, що нерозривно пов'язаний й повинен відповідати особливостям ринкового виробництва.
Торстейн Веблен детально проаналізував теоретичну спадщину англійських та американських утилітаристів і тому вважав класичну освіту марнотратною й архаїчною, оскільки розглядав її як надбання бездіяльних класів.
Ідеальним навчальним закладом за Вебленом є корпорація вченої аристократії, оскільки будь-який навчальний заклад, згідно з поглядами автора, особливо вища школа, має бути присвячений вирішенню головного завдання — збереження й розширення галузі пізнання:
|                   | Істотною функцією вищої освіти є зведення в одному місці для передачі досвіду й енергії мудреців минулого й вибраної молоді нового покоління. |
| — Торстейн Веблен | |

Тому найкращим типом вищого навчального закладу Веблен вважає академію.
Веблен у своєму magnum opus «Теорія бездіяльного класу» зауважує, що, попри те, що освіта виконує украй важливу для суспільства функцію первинної економічної соціалізації індивіда, існує велика небезпека перетворення вищої школи з науково-дослідної установи на просту фікцію, коли ідеал «чистої науки» заміщується в ній оманливою зовнішньою престижністю та презентабельністю. Увесь тягар провини за це автор покладає на так званого «капітана ерудиції», який є не тим науковцем, який намагатиметься підтвердити і підвищити статус свого навчального закладу саме ділом, а бізнесменом-керівником, який, очолюючи академію, піклується лише про її бізнесову привабливість. Автор стверджує, що прихід до влади в освіті саме таких «капітанів ерудиції» є доказом обюрокрачування системи вищої освіти внаслідок поширення на цей соціальний інститут влади бізнесу.
Такого роду керівники прагнуть стерилізувати академічний інтелект і скомпонувати такий професорсько-викладацький корпус, який складається з високообдарованих почуттям бізнесу людей. Однак досягти подібного стану украй складно внаслідок одній здавна властивій будь-якому навчальному закладу рисі — виховання духу допитливості, наукового духу.
Також, як зазначає Веблен, остаточній бюрократизації вищої школи перешкоджає здоровий суспільний глузд, оскільки люди очікують від академії не тільки показної престижності, але й високої якості викладання й наукових досліджень.
Веблен наголошував на тому, що вища школа — це передусім дослідницький інститут, причому пошук знань, яким зайняті академічні вчені ні в найменшій мірі не має носити практичного характеру, інакше вони можуть контролюватися тими людьми, які керуються лише корисливими інтересами і тому не здатні оцінити це знання за його культурним значенням.

## Основні праці
- «Теорія бездіяльного класу: економічне дослідження інституцій» (англ. The Theory of Leisure Class, An Economic Study of Institutions, 1899)
- «Теорія ділового підприємства» (англ. The Theory of Business Enterprise, 1904).
- «Інстинкт майстерності» (англ. The Instinct of Workmanship, 1914)
- «Імперська Німеччина і її промисловий переворот» (англ. Imperial Germany and the Industrial Revolution, 1915)
- «Дослідження природи світу і умов його підтримки» (англ. An Inquiry into the Nature of Peace and the Terms if its Perpetuation, 1917).
- «Вища освіта в Америці» (англ. The Higher Learning in America, 1918)
- «Підприємці і проста людина» (англ. The Vested Interests and the Common Man, 1919)
- «Інженери і система ціноутворення» (англ. The Engineers and the Price System, 1921).
- «Власність відсутніх осіб і підприємництво в сучасну епоху: приклад Америка» (англ. Absentee Ownership and Business Enterprise in Recent Times: The Case of America, 1923).